# Расте трава
Расте трава је југословенски филм из 1997. године. Режирао га је Петар Цвејић, а сценарио је написао Слободан Стојановић.

## Радња
Драма се догађа 1981. године, уочи бурних друштвених и политичких потреса у нашој земљи, десет година пре рушења Берлинског зида. Распад пријатељства, који парадигматично, наговештава распад читавог поретка.
Пријатељи из детињства, после много година, срећу се у родном, провинцијском градићу, и болне успомене мењају трагично њихове односе...

## Улоге
| Глумац                | Улога                   |
| --------------------- | ----------------------- |
| Михајло Миша Јанкетић | Бата Радоњић            |
| Александар Берчек     | Доктор Михајло Јанковић |
| Аљоша Вучковић        | Писац Срђан Боројевић   |
| Јасмина Аврамовић     | Вера Јанковић           |
| Тихомир Станић        | Кнежевић                |
| Гордана Бијелица      | Јасна                   |
| Љиљана Ђурић          | Жена у болници          |
| Милош Тимотијевић     | Студент                 |
| Бојана Зечевић        | Студенткиња             |